# Steen Christensen
Steen Christensen (10. maj 1944 – 11. december 1998) var en dansk ragtime- og jazzpianist og forfatter. Han var cand. mag og gymnasieadjunkt i dansk og latin og arbejdede desuden som lærebogsforfatter og oversætter.
Steen Christensen spillede op gennem 60’erne med forskellige grupper, bl.a. Basse Seidelins Rag og Skiffle Service. I 1972 udsendte han under navnet Mr. Joe’s Ragtime Group LP’en A Danish Tribute to Classical Ragtime, som senere blev fulgt op af The Many Faces of Ragtime (1974) og Livin’ A Ragtime Life (1977), sidstnævnte med medvirken af bl.a. Neville Dickie og forfatteren Lars Kjædegaard Arkiveret 7. oktober 2013 hos  Wayback Machine. I midten af 1990'erne spillede han med Clausens Strandløver og medvirkede på cd'en Petite Fleur (1997). Nous Deux, udsendt posthumt i 2000, rummer en række duetter med jazzklarinettisten Peter Sten Jacobsen.
Steen Christensen var en af Danmarks fineste ragtime-komponister. Hans værker ligger fortrinsvis i genrens lyriske ende, men klart inden for dens klassiske rammer. En samlet udgivelse blev forhindret af hans alt for tidlige død.
Som forfatter debuterede Steen Christensen med novellesamlingen Johnnys Afdeling (1987), hvor han med udgangspunkt i egne erfaringer retter en kritik af behandlingen af psykisk syge, både i og uden for behandlingssystemet. Trods det barske emne er bogen gennemsyret af - stedvis grotesk – humor og en varm solidaritet med samfundets svageste.
Den foretrukne genre i forfatterskabet er i øvrigt kriminalromanen, men også denne bruges til en samfundskritik. Det sociale engagement og humoren kan minde om Hans Scherfigs.  Han har modtaget Det Danske Kriminalakademis debutantpris for bogen Drabsafdelingen i 1995.

## Indspilninger
- Mosters patentmedicin (EP, Basse Seidelins Rag- og Skiffle Service 1963, 1971)
- A Danish Tribute to Classical Ragtime (LP, Mr. Joe’s Ragtime Group, 1972)
- The Many Faces of Ragtime (LP, 1974)
- Livin’ a Ragtime Life (LP, 1977)
- Petite Fleur (CD med Clausens Strandløver, 1997)
- Nous Deux (CD med Peter Sten Jacobsen, 2000)
- Uudgivne indspilninger af egne kompositioner (Center for Dansk Jazzhistorie, Peter Sten Jacobsens samling)[2]

## Bøger
- Johnnys Afdeling (1987)
- Drabsafdelingen (1995)
- Den anden kind (1996)
- Fik du hørt din melodi (1998)
- Første sal i helvede (1998)